# Chris Rupp
Chris Rupp (Núremberg, 1967) es una fotógrafa, empresaria, conferencista e informática teórica	alemana. 
De octubre de 1986 a septiembre de 1991 estudió informática en la Universidad de Ciencias Aplicadas de Núremberg. Luego trabajó como analista de sistemas para Siemens y se cambió a Rösch Consulting GmbH en 1994. Desde 1999 también fue miembro del Consejo Universitario de la Universidad de Ciencias Aplicadas de Núremberg. Chris Rupp es conocida como autora de numerosos trabajos estándar en la industria de la ingeniería y artículos en revistas especializadas relevantes, publicó seis libros.
Como ponente y oradora principal, participa activamente en varios congresos nacionales e internacionales.

- 2009, Conceptos básicos de ingeniería de requisitos.
- 2015, Requisitos Fundamentos de ingeniería